# Tequila Ride
Tequila Ride was een attractie in familiepretpark Walibi Holland in Biddinghuizen. Het was een rondrit die was gebouwd door het Duitse bedrijf Metallbau Emmeln.

## Thema
De attractie speelde zich af in een kas. Bezoekers zaten in een ronde ton, en gingen langs allerlei soorten planten. De kas was deels ingericht als woestijn en beplant met succulenten, vooral cactussen. Een ander deel was ingericht als subtropisch regenwoud en vooral beplant met palmen en ficussen die geschikt zijn voor de koude kas.

## Afbraak
Eind 1999 werd de attractie beschadigd door grote hagelstenen. Six Flags, toenmalig eigenaar van het park, besloot om de attractie af te laten breken en hem te vervangen door de botsauto-attractie Tequila Taxi's.
Afbeeldingen · Lijst van attracties